# ابلیس دوسر
ابلیس دوسر (انگلیسی: Double-headed serpent) یک مجسمه مربوط به قوم آزتک است که امروزه در موزه بریتانیا نگهداری می‌شود. عمده مواد تشکیل‌دهندهٔ این تندیس قطعات مختلف فیروزه است که بر پایهٔ چوب بنا و استوار شده‌اند. این اثر هنری یکی از ۹ قطعهٔ موجود و مشابه در موزهٔ بریتانیا است. تصور می‌شود در حدود ۲۵ قطعه مشابه این اثر در سراسر اروپا وجود داشته باشد. خاستگاه این تندیس هنری مکزیک و قوم آزتک است و به نظر می‌رسد که برای اجرای مراسم خاص مذهبی از آن استفاده می‌شد و به نمایش درمی‌آمد. احتمال داده شده که این مجسمه یکی از هدیه‌های اهدایی توسط امپراتوری آزتک و در حقیقت یک پیشکش از موکتزومای دوم به فاتح اسپانیایی یعنی ارنان کورتس بوده، هنگامی که در سال ۱۵۱۹ به آن سرزمین حمله کرد.

## نگارخانه

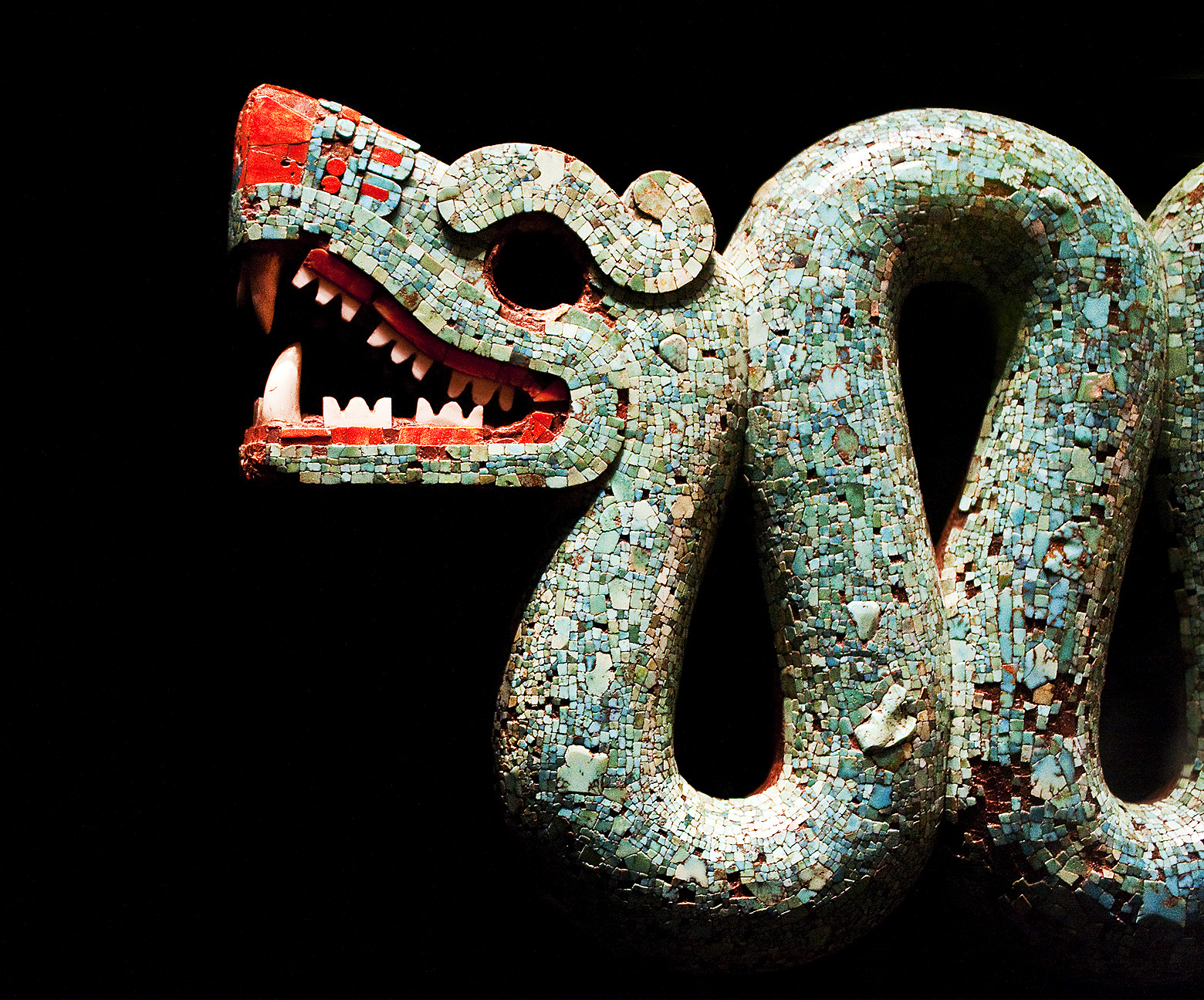